# Виадана
Виадана (итал. Viadana) — город в Италии, располагается в регионе Ломбардия, подчиняется административному центру Мантуя.
Население составляет 17 691 человек (на 2004 г.), плотность населения составляет 166 чел./км². Занимает площадь 102 км². Почтовый индекс — 46019. Телефонный код — 0375.
Покровителем населённого пункта считается S.Nicola. Праздник ежегодно празднуется 10 сентября.

## Спорт
В городе есть регбийный клуб «Виадана» (чемпион Италии сезона 2001/2002).